# 宁西铁路
宁西铁路是连接南京与西安两座城市的铁路系统，东起江苏省南京市，经安徽省合肥市、六安市，河南省信阳市、南阳市，湖北省随州市，穿越秦岭进入陕西省，经商洛市、渭南市，至西安市西安站，全长1075.69公里，是中国“十五”规划的“八横八纵”主通道之一。
宁西铁路在江苏省内约26公里，安徽省约240公里，湖北省约18公里，河南省约531公里，陕西省约155公里。其中南京到叶集段属上海铁路局管辖，固始到小林段属武汉铁路局管辖，月亮店到富水站段属郑州铁路局管辖，商南到新丰镇段属西安铁路局管辖。
宁西铁路的开通填补了中国大陆东西向铁路通道的不足，也为西安铁路枢纽增加了一条东向的通道。

## 历史
一期工程西合段（西安至合肥）全长967.6公里，于2000年5月28日动工，2004年1月7日正式通车运营。
二期工程合宁段（合肥至南京）全长156公里，于2005年7月21日开工建设，2008年4月18日正式通车运营。此区间也是沪汉蓉客运专线的一部分。

### 改造
2006年4月18日，宁西铁路开始了旅客运输业务，使中部省份的居民能更快来往长三角城市。

#### 双线建设
西合段增建第二线工程于2012年12月正式开工建设。陕西段2015年12月11日开通，湖北段2015年12月15日开通，河南段以及安徽段2015年12月21日开通。
二线建设过程中，施工方改造了固始站。
新建的复线采用了长距离焊接的轨道。

#### 电气化
宁西铁路部分区间的电气化是由中铁电气化局完成的。2002年6月18日，新丰镇至零口段开工。2003年2月，电气化局西合线工程指挥部成立，工程全面展开。2004年1月17日，改造完成的区间开始运营电气化列车。
从2014年开始，新一批“四电”建设再次展开；本次工程涵盖了叶集站-合肥东站135.5公里的区间，由中铁武汉电气化局负责。工程共铺设接触网282.205公里。2015年12月8日10时，宁西铁路安徽段顺利完成热滑。
2018年开工建设合肥枢纽宁西外绕线。线路从雷麻店站引出，经合肥西部从北端引入淮南铁路双墩集站。双雷线于2021年6月18日开通。

## 运营
在双线投入使用后，西安铁路局在线上增开了5对列车。

## 与其它铁路的连接
- 南京市: 京沪铁路[16]、宁启铁路、宁铜铁路、京沪高速铁路、沪宁城际铁路、宁杭高速铁路、宁安客运专线
- 合肥市: 合武铁路、淮南铁路、合九铁路
- 六安市: 阜六铁路
- 潢川县: 京九铁路
- 信阳市: 京广铁路
- 南阳市: 焦柳铁路、洛湛铁路、浩吉铁路[17]
- 西安市: 陇海铁路、西康铁路